# Steenokkerzeel
Steenokkerzeel è un comune belga di 12 090 abitanti nelle Fiandre (Brabante Fiammingo).

## Università
- Sabena Flight Academy